# Bádminton Olimpia Torrelavega
El Club Bádminton Olimpia Torrelavega-Ruercon es un club deportivo fundado en el año 1989 en la ciudad cántabra de Torrelavega (España), integrado en el Registro de Entidades Deportivas (RED) de Cantabria y afiliado a la Federación Cántabra de Bádminton (FECBA) y a la Federación Española de Bádminton (FESBA).

## Historia
Esta Agrupación es el reflejo de una demanda social que empezó en Torrelavega hacia el 1986 alrededor del bádminton.
El foco de esta demanda venía del antiguo Instituto de Bachillerato Besaya -ahora, IES Besaya- donde Manuel Súa Ibáñez, un profesor de Educación Física que ha ostentado el récord europeo de lanzamiento de jabalina en categoría júnior durante veinte años, introdujo el bádminton como parte de su programa de enseñanza.
Después de unos años reuniendo practicantes y compitiendo sin más expectativa que las ganas de divertirse, se funda en octubre de 1989 la Agrupación Deportiva “Cultural Olimpia”. Entre sus fundadores no podía faltar el artífice del milagro: D. Manuel Súa Ibáñez, quien conjuntamente con varios jugadores: Jesús Díaz, Francisco Guerra y Eloy Bedoya, hicieron posible el nacimiento del club como institución.
Hasta ese momento el bádminton en Cantabria estaba en pañales. Había llegado a la comunidad en el año 1983 y la Federación no estuvo constituida hasta el año 1990.
Formaron parte del club jugadores importantes entre los que estaban Héctor Alonso, Carlos Aguilar, Pablo Gómez, Francisco Guerra, Elisa García, Sergio Gómez, César Fernández, Marina Sánchez, Iván Crespo, Miguel Rodríguez, Gerardo Ortega, Marta Pedraz, Alejandro Parte, Samuel Seco, Daniel Vía, Ismael Seco, Lorena Fernández, Lorena Rubayo, Oscar Blanco y Raúl Ortega. Estos dos últimos son los que desde 1990 se hicieron con las riendas del equipo en su apartado organizativo, directivo y deportivo.
El Club ha pasado tanto por momentos de esplendor como por otros muy oscuros (4 de sus miembros fueron Subcampeones de España Infantil en aquella mítica selección cántabra que sorprendió a propios y extraños metiéndose en la Final. También fueron Subcampeones de España individual en las pruebas de individual femenino y doble mixto; éste fue el esplendor, en la temporada 2002-2003. Pero el oscuro se produjo cuando el equipo estuvo sin actividad durante 2 años, durante 1996 y 1997.
La historia dice que el esplendor del comienzo ha sido imposible de recuperar, aunque ha habido etapas en las que, ya no tanto por la cantidad sino por la calidad, se ha igualado o incluso, en momentos, superado la fase inicial.
Se fundó con la intención de aglutinar en un mismo club a deportes minoritarios para poder alcanzar una minoría conjuntada donde hacer fuerza ante las instituciones. En principio parecía que el bádminton y el fútbol sala serían el comienzo, pero pronto se vio que la sección de fútbol no cumplía las expectativas. Así que con el bádminton como deporte único iba a funcionar el club hasta que a mediados de los 90 se introdujo otra nueva sección, petanca, otro deporte minoritario, que tuvo una corta trayectoria y en el año 1999 se cerró la relación y se extinguió la sección.
En la actualidad -y desde hace ya más de diez años- el club gestiona la Escuela Deportiva Municipal de bádminton de Torrelavega, que con dinero y tiempo para poder trabajar se ha llegado a la élite del deporte en Cantabria y en España en categoría infantil.  Algunos de los jugadores estuvieron incluidos en las distintas categorías de las selecciones cántabra y española.
Jugadores como Iván Crespo, Miguel Rodríguez, Marina Sánchez, Isabel Pérez, Marta Pedraz, Alberto Girón y Óscar Martínez fueron la punta de lanza del bádminton de Torrelavega.
En el año 1997 el club dio un salto de calidad y conquistó ese mismo año, por primera vez en su historia, el Campeonato de Cantabria Absoluto en individual masculino de la mano de César Fernández; más adelante se llegarían a cosechar 7 triunfos más, en esta ocasión como protagonistas estuvieron Marina Sánchez (2), Oscar Martínez y, por último, nuevamente Cesar Fernández con otros tres triunfos consecutivos en individual masculino.
De ahí a la refundación de nuestro club, en la que por disposición de la Ley de Cantabria, 2/2000, de 3 de julio, del deporte, el Gobierno de Cantabria obligó a los clubes a cambiar la denominación y los estatutos para pasar a estar regulados por esta nueva normativa. El club pasó a llamarse “Club Deportivo Elemental Badminton Olimpia Torrelavega”, que hace más justicia al deporte del bádminton y a sus inicios.

## Plantilla
La plantilla de la temporada 2013/2014 está dirigida por los técnicos Raúl Ortega, Juan Carlos Cuevas, Alicia Antón y Óscar Blanco y la componen los siguientes jugadores:
- Antón, Alicia
- Blanco, Óscar
- Carpena, María
- Fernández, Daniel
- Gascón, Isaac
- Girón, Alberto
- Gómez, Pablo
- González, Raúl
- Lera, Hugo
- López, Julia
- Martínez, Laura
- Martínez, Sonia
- Obeso, Sandra
- Ortega, Daniel
- Ortega, Gerardo
- Ortega, Raúl
- Puebla, Francisco
- Puebla, Javier
- Ramos, Mario
- Rubayo, Lorena

## Categorías inferiores
El club también cuenta con dos equipos que disputan la Liga Norte de Bádminton desde su creación, en la temporada 2008/2009, y equipos que comprenden las categorías sub-11, sub-13, sub-15, sub-17, sub-19 y veteranos.

## Escuelas deportivas
Para la presente temporada 2013/2014, el Club Bádminton Olimpia Torrelavega-Ruercon gestiona las siguientes escuelas deportivas:
- EDM Bádminton Torrelavega, dependiente del Instituto Municipal de Deportes (IMD) del Ayuntamiento de Torrelavega.
- Escuela Deportiva del IES Besaya (Torrelavega)
- Escuela Deportiva del CEIP Manuel Liaño Beristain ( Barreda)
- Escuela Deportiva del CEIP  Pancho Cossío (Torrelavega)
- Escuela Deportiva del CEIP Quirós (Cóbreces, Alfoz de Lloredo)

## Palmarés

### Campeonatos nacionales
- 3.er puesto doble femenino Campeonato de España Nac 2008+ (2021): Virginia Girón / Paloma Álvarez (Asturias)
- 2º puesto individual masculino Campeonato de España Sub-13 (2019): Adolfo López
- 3.er puesto doble masculino Campeonato de España Sub-13 (2019): Adolfo López / Jesús de Burgos (Bádminton Oviedo)
- 1.er puesto individual masculino Campeonato de España Sub-11 (2017): Adolfo López[3][4][5]
- 1.er puesto doble masculino Campeonato de España Sub-11 (2017): Adolfo López / Jesús de Burgos (Bádminton Oviedo)[3][4][5]
- 3.er puesto doble mixto Campeonato de España Sub-19 (2016): Sandra Obeso / Isaac Gascón
- 1.er puesto doble masculino Campeonato de España Sub-15 (2014): Isaac Gascón / Álex Alcalá (Bádminton Oviedo)[6][7][8]
- 2º puesto doble masculino Campeonato de España Sub-17 (2014): Isaac Gascón / Álex Alcalá (Bádminton Oviedo)[9][10][11]
- 3.er puesto doble femenino Campeonato de España Sub-15 (2014): Julia López / Puy Iriberri (Bádminton Estella)[6][7][8]
- 2º puesto doble mixto Campeonato de España Sub-13 (2012): Julia López / Isaac Gascón[12][13]
- 2º puesto individual femenino Campeonato de España Sub-15 (2003): Marina Sánchez
- 2º puesto doble mixto Campeonato de España Sub-15 (2003): Marina Sánchez / Iván Crespo
- 2º puesto por equipos formando parte de la Selección Cántabra Sub-15 Campeonato de España Sub-15 de Selecciones Autonómicas (2002): Marina Sánchez, Iván Crespo, Miguel Rodríguez y Marta Pedraz

### Premios y distinciones
- Mención Especial Nacional del Ayto. de Torrelavega para Julia López e Isaac Gascón (Campeonato de España Sub-13 2012)[14][15][16][17]